# Space Environment Simulation Laboratory

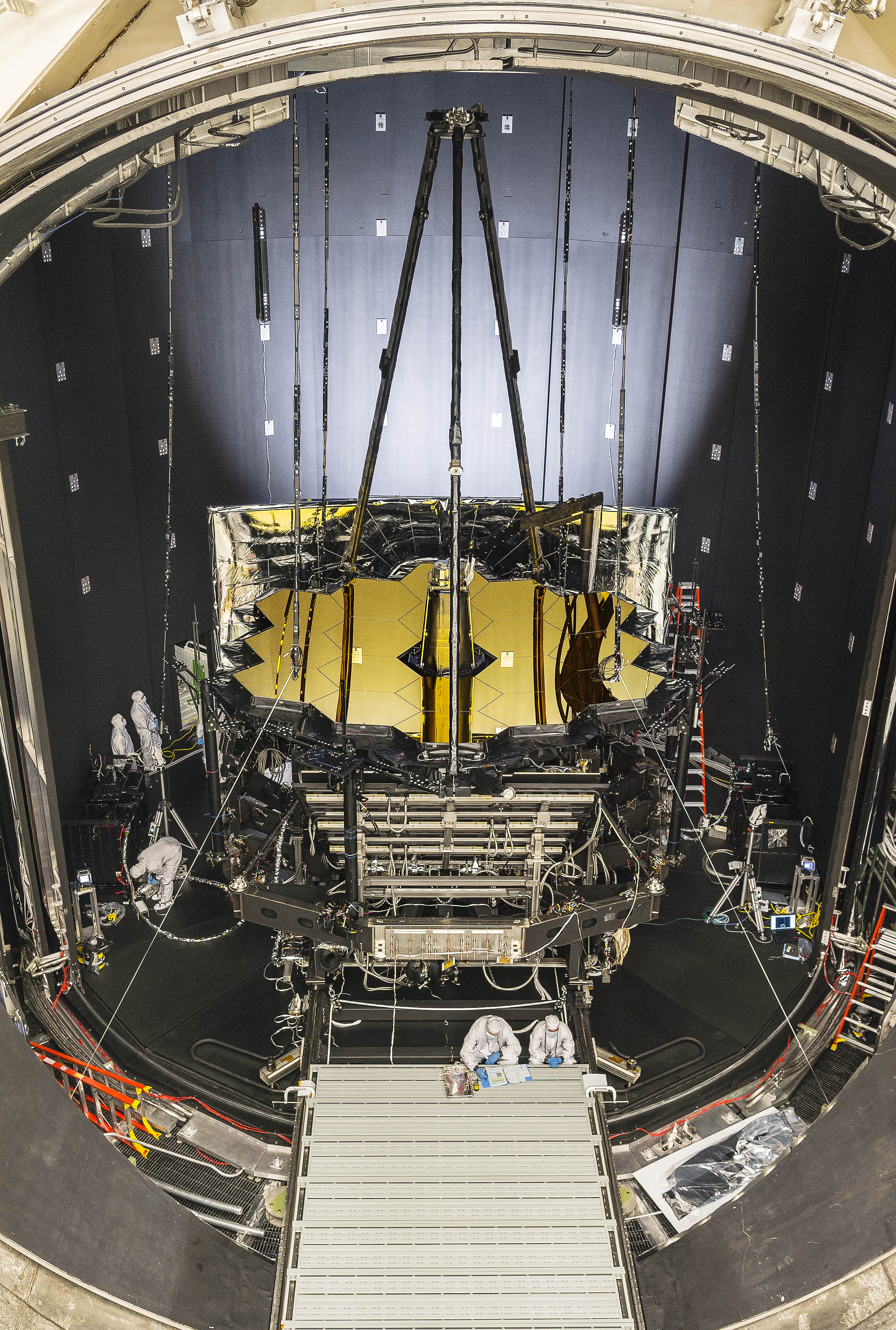
Le télescope spatial James Webb est installé dans la chambre A.

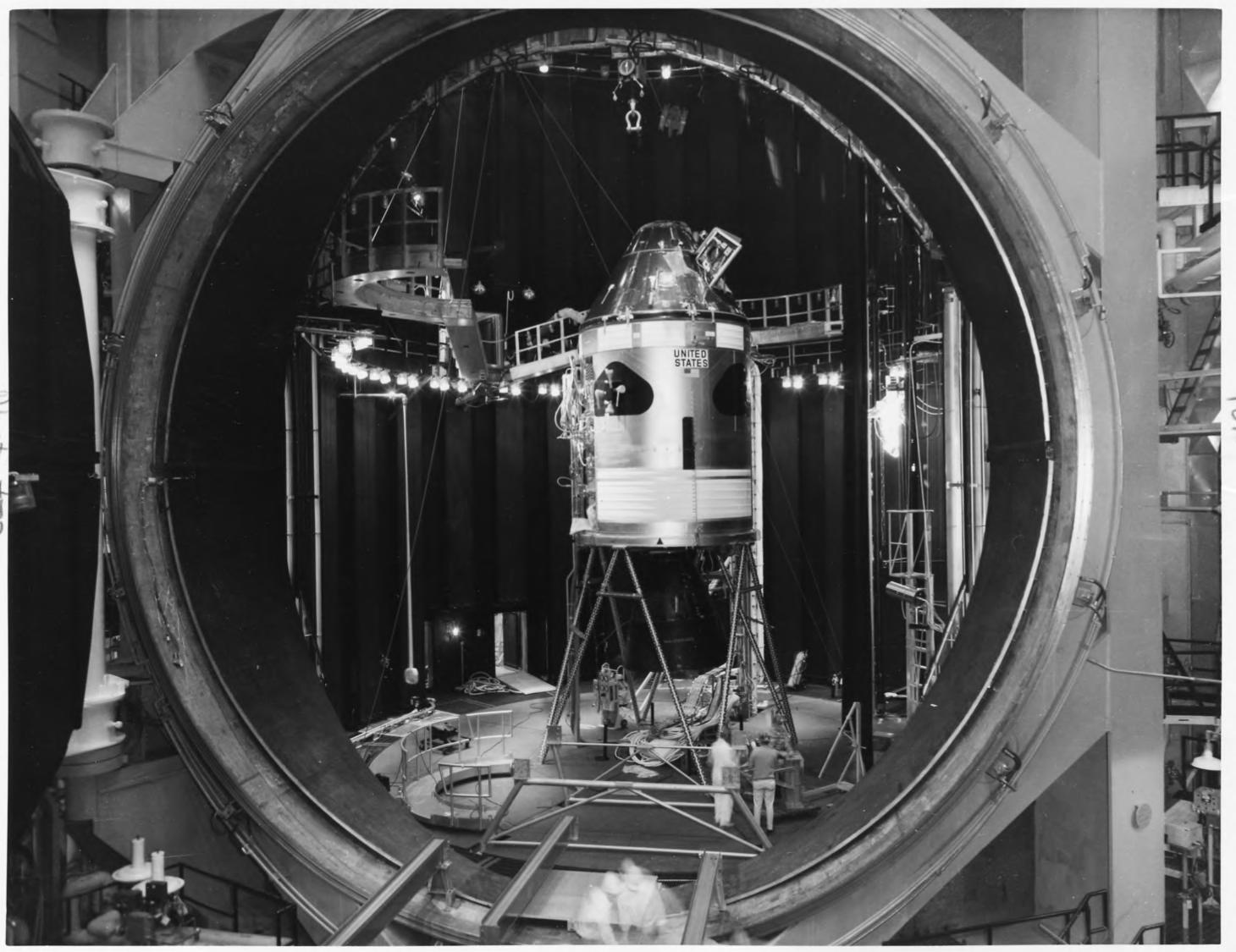
Le vaisseau Apollo est placé dans la chambre A pour tester son fonctionnement dans l'espace.

Le Space Environment Simulation Laboratory est un équipement du centre spatial Lyndon B. Johnson (établissement de la NASA situé à Houston, Texas)  utilisé pour tester des satellites, sondes spatiales ou éléments de lanceurs dans un environnement reproduisant les conditions régnant dans l'espace. Cet équipement a été construit pour le programme Apollo. Il continue à être utilisé de nos jours. L'une des deux chambres à vide est la plus grande existant dans le monde avec un diamètre de 17 mètres et une hauteur de 27 mètres.